# Reuzenbalsemien
De reuzenbalsemien of springbalsemien (Impatiens glandulifera) is een eenjarige plant die tot 2,5 m hoog wordt.

## Algemeen
De plant heeft opvallende 2,5-4,5 cm grote bloemen, die van juli tot september bloeien met een lila, roze of lichtgele tot witte kleur. De bloemen staan met twee tot veertien bloemen in trossen in de oksels van de bovenste bladeren. De vijf kroonbladen vormen bij elkaar een tunnel, hoed of helm.
De getande, bovenste bladeren zitten in een krans aan de hoekige stengels, die vaak vertakt zijn. De langwerpige, lancetvormige bladeren zijn voorzien van extraflorale nectarklieren.
De bloemen zorgen dat de plant niet gemakkelijk met andere planten verward wordt.

## Verspreiding
Deze plant is afkomstig uit de Himalaya, vooral uit Tibet en ook uit India. De soort komt ook in West-Europa voor als invasieve uitheemse soort.

## Invasieve uitheemse soort
Rond 1850 werd de soort vanuit Noord-India geïntroduceerd in Europa. Vanaf 1915 is de plant in Europa als invasieve soort gaan verwilderen, men treft hem nu door geheel West-Europa aan. Sinds 2017 is de soort opgenomen op de lijst van invasieve soorten die zorgwekkend zijn voor de Europese Unie. Dit houdt onder andere in dat de plant niet meer geïmporteerd, gekweekt, vervoerd of verkocht mag worden in alle Europese lidstaten.
De plant groeit graag langs of in de buurt van water. Langs sloten, greppels en beken kan men hem aantreffen. Wel moet de bodem stikstofrijk en basisch zijn. De verspreiding van de zaden vindt mechanisch plaats, wanneer de rijpe vrucht wordt aangeraakt, rollen de vijf delen hiervan zich op en schieten zo de zaden weg. Tegelijkertijd valt de vrucht van de plant af.

## Ecologischeaspecten
Bestuiving vindt plaats door hommels, honingbijen en andere bestuivende insecten.
Reuzenbalsemien wordt in Europa beschouwd als een ongewenste soort. Omdat de plant als snel groeiende eenjarige beektaluds kan domineren en in de herfst volledig afsterft, laat ze kale erosiegevoelige plekken na. 
In België is de soort reeds wijdverspreid over het hele land, en wordt hij door de overheid bestreden. 
Ook in Nederland wordt de reuzenbalsemien als een buitengewoon ongewenste exoot beschouwd. In een thema-nummer van Tuin en Landschap  uit 2020 over invasieve exoten is de reuzenbalsemien een van de "Big Five" van de landplanten, samen met Amerikaanse vogelkers (Prunus serotina), Japanse duizendknoop (Fallopia japonica), reuzenberenklauw (Heracleum mantegazzianum) en hemelboom (Ailanthus altissima).

## Afbeeldingen

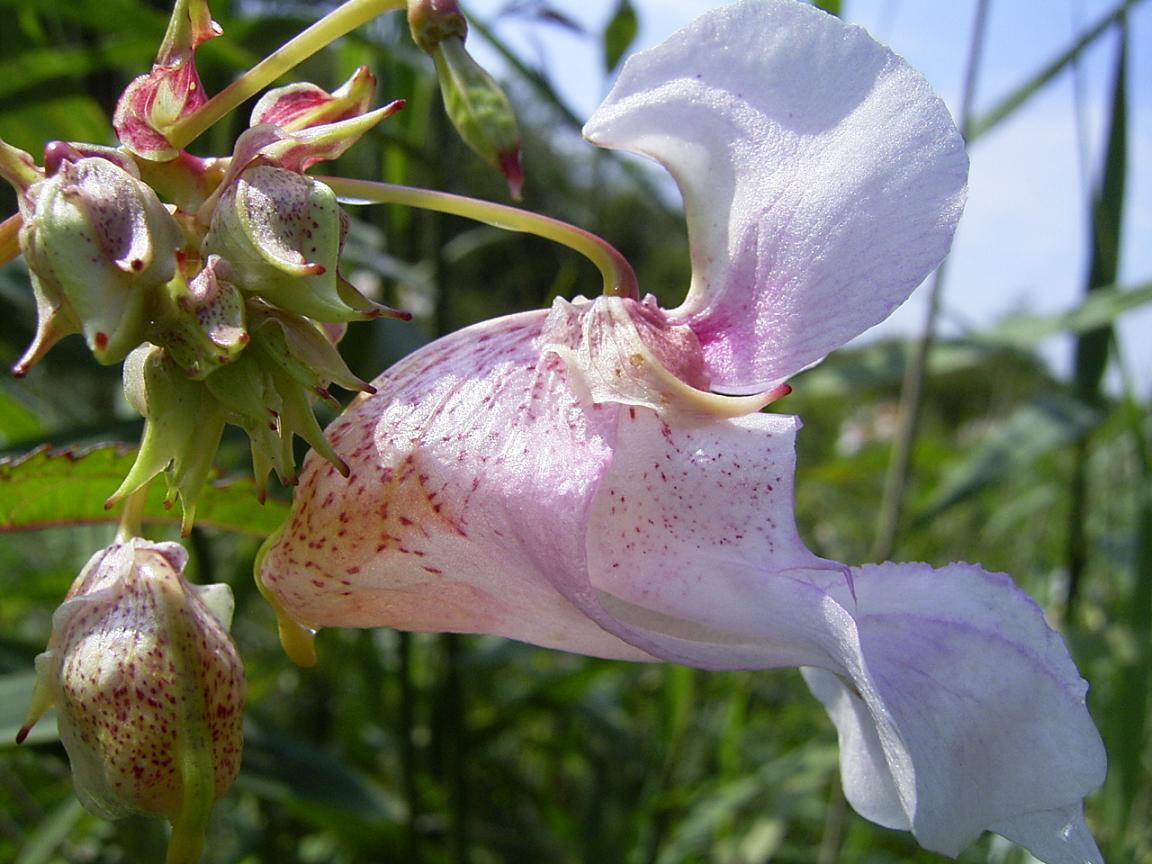
Bloem
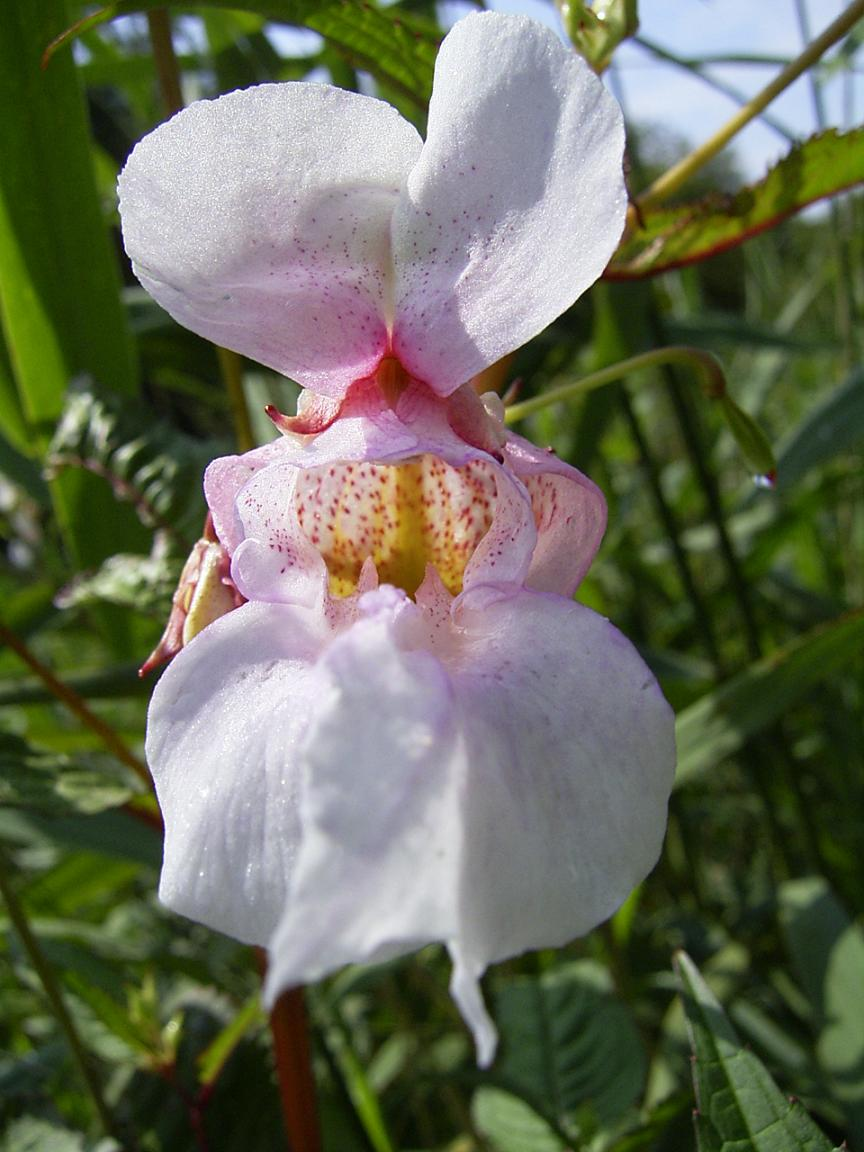
Bloem
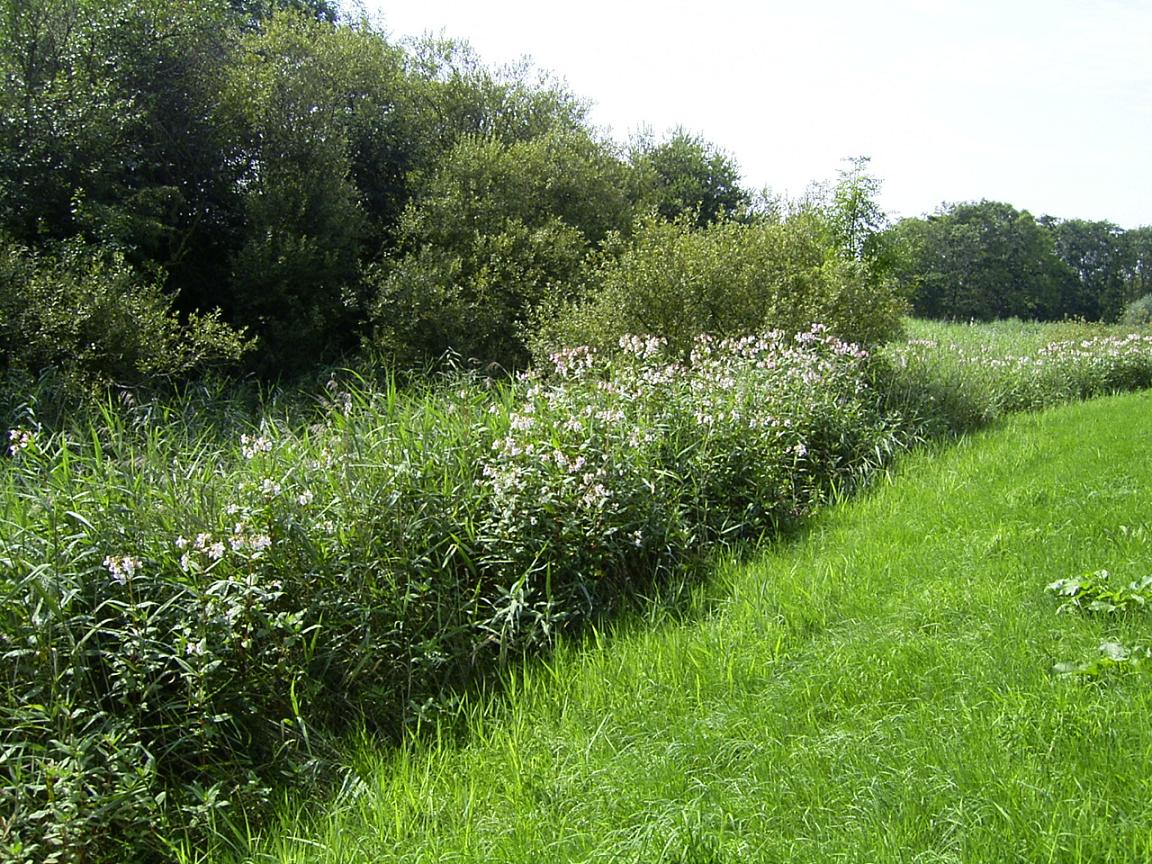
Reuzenbalsemien langs rietrand
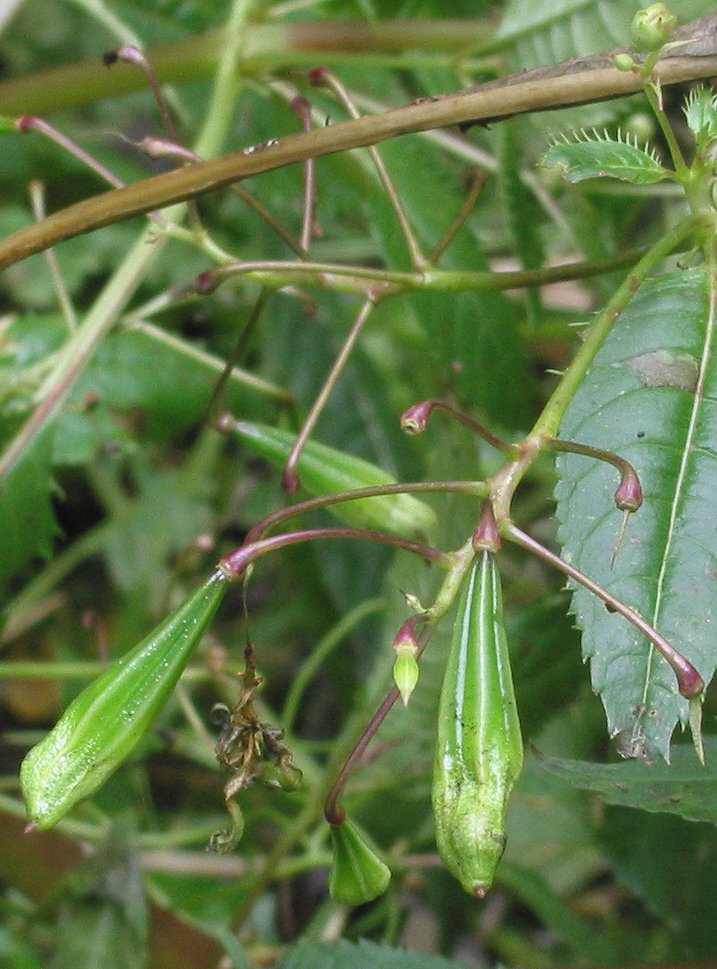
Vruchten

... · 
I. balfourii (Tweekleurig springzaad) · 
I. balsamina · 
I. glandulifera (Reuzenbalsemien) · 
I. hawkeri (Nieuw-Guinea-impatiens) · 
I. namchabarwensis · 
I. niamniamensis (Congobalsemien) · 
I. noli-tangere (Groot springzaad) · 
I. capensis (Oranje springzaad) · 
I. parviflora (Klein springzaad) · 
I. walleriana (Vlijtig liesje) · 
...